# ラ・ラ・ランド
『ラ・ラ・ランド』（英: La La Land）は、2016年に公開されたアメリカ合衆国のロマンティック・ミュージカル映画。俳優志望とピアニストの恋愛を描いた映画で、脚本・監督はデミアン・チャゼル、主演はライアン・ゴズリングとエマ・ストーンが務めた。この映画のタイトルはロサンゼルスと「現実から遊離した精神状態」を意味する。
チャゼルは2010年に『ラ・ラ・ランド』の脚本を執筆したが、当時脚本に変更を加えずにプロジェクトに出資するスタジオを見つけることはできなかった。2014年のチャゼルの映画『セッション』の商業的成功を受け、サミット・エンターテインメントが『ラ・ラ・ランド』の製作に同意した。作品は2016年8月31日に第73回ヴェネツィア国際映画祭のオープニング作品としてワールド・プレミアを迎え、同年12月9日にはアメリカ合衆国で公開された。3,000万ドルの製作予算に対し、世界で4億4,600万ドルの興行収入を得ている。
『ラ・ラ・ランド』は2016年最高の映画のひとつとして大好評を得た。評論家はチャゼルの脚本・監督、ゴズリングとストーンの演技、ジャスティン・ハーウィッツの映画音楽、ミュージカル・ナンバーを賞賛した。第74回ゴールデングローブ賞ではノミネートされた7部門すべてを獲得し、第70回英国アカデミー賞では11部門でノミネートを受け、6部門を受賞した。第89回アカデミー賞では『タイタニック』（1997年）、『イヴの総て』（1950年）に並ぶ史上最多14ノミネート（13部門）を受け、監督賞、主演女優賞（エマ・ストーン）、撮影賞、作曲賞 、歌曲賞（『シティ・オブ・スターズ』City Of Stars）、美術賞の6部門を受賞した。
スティーヴン・ジェイ・シュナイダーの『死ぬまでに観たい映画1001本』に掲載されている。

## あらすじ

### プロローグ・冬
舞台はロサンゼルス。高速道路は朝の大渋滞となっており、多くのドライバーが苛つきからクラクションを鳴らしている。一台の車の中からひとりの女性が降りたことをきっかけに、オープニング・ナンバー "Another Day of Sun" が始まる。
渋滞の中に巻き込まれていたミア（演：エマ・ストーン）は女優の卵で、車中で台詞を覚えようとするが、後続車を運転していたセブ（演：ライアン・ゴズリング）に煽られて悪態をつく。ハリウッドにあるワーナー・ブラザースの撮影所でカフェ店員として働きつつ夢を追うミアだが、オーディションの結果は散々で、一向に役はもらえない。一方のセブはジャズピアニストで、歴史ある店が売れないジャズを諦める現状を嘆き、古き良きジャズを愛でる自分の店を開く夢を持つが、実際には姉ローラ（演：ローズマリー・デウィット）にも身を固めるよう諭される始末である。
ある日オーディションに落ちたミアは、ルームメイトのトレイシー（演：キャリー・ヘルナンデス）・アレクシス（演：ジェシカ・ローテ）・ケイトリン（演：ソノヤ・ミズノ）に誘われ、クリスマス・パーティに参加することになる ("Someone in the Crowd") 。顔を売るための出席だったが思うようには行かず、挙げ句車がレッカーされてしまったミアは、夜道を歩いて帰路につく。通りかかったバーから偶然聞こえてきた音楽 ("Mia & Sebastian’s Theme") に惹かれてレストランへ入る。 音の主は高速道路で煽ってきたセブで、ミアは曲に惚れ込んで声を掛けようとするが、契約通りの曲を弾かなかったことで解雇されたセブは、彼女を邪険に扱って店を出る。

### 春
ミアは相変わらずオーディションを受け続けている。ある日パーティに参加した彼女は、バンドでa-haの『テイク・オン・ミー』を演奏するセブを見つけ、フロック・オブ・シーガルズの "I Ran (So Far Away)"をリクエストするが、本物のアーティストと自負するセブはこの選曲に憤慨する。ミアは纏わり付く脚本家を振り切ろうと、セブと一緒にパーティ会場を離れるが、近くには自分と同じプリウスが大量に駐車されていて自分の車を見つけられない。ミアの車を探して坂にさしかかったふたりは、夕焼けの美しさを前に、恋が始まりそうなふたりならどんなにロマンチックか語り合う ("A Lovely Night") 。
数日後、セブは撮影所に忍び込み、仕事上がりのミアとふたりで中をうろつきながら、互いの身の上や夢を語り合う。その中でミアは「ジャズが嫌いだ」と話し、セブは本物のジャズを教えるとクラブへ連れて行く ("Herman's Habit") 。ふたりはミアの後学のため『理由なき反抗』のリバイバル上映を観に行く約束をして別れ、その後セブは埠頭でひとり "City of Stars" を歌う。
ふたりの約束の日。しかしミアはボーイフレンドとの先約をすっかり忘れていた。ミアは仕方なく食事会に向かう。浮かない食事の最中に彼女の耳に聞こえてきたのはBGMとして流れていたMia & Sebastian's Theme。 彼女はボーイフレンドに別れを告げ、セブの待つ映画館へ向かう。トラブルから上映は途中で終わるが、その後ふたりは映画のロケ地にもなったグリフィス天文台を訪れてワルツを踊り、ふたりの交際が始まる ("Planetarium") 。

### 夏
ふたりはデートを重ね、同棲するアパートで互いに夢を追いながら "City of Stars" をデュエットする。関係は良好だったが、セブは店の資金がなく、ミアは女優としてのチャンスをつかめずにいた。セブの助言を受けてミアは一人芝居の脚本を書き始める。また、ミアはセブの店のロゴを「Seb's」にしようと語るが、チャーリー・パーカーを敬愛するセブは「Chicken On A Stick」がいいと譲らない。同時期、セブはジャズバーで旧友キース（演：ジョン・レジェンド）と再会してバンド加入の誘いを受ける。しかし、二人の音楽には方針の不和があった。キースのバンドはジャズにロックやダンスミュージックなどを融合させた斬新な音楽だったため、古き良きジャズを好むセブは違和感を抱く。キースは「ジャズを守りたいのなら、まずは聞いてもらわなくてはいけない。セブが敬愛するチャーリー・パーカーやマイルス・デイヴィスはジャズに革命を起こし、過去を変えた人達ではないのか。それなのにセブは過去に囚われすぎている」と語る。キースの考えを否定できず、店の資金のためもあり、バンドへ加入する。ライブを訪れたミアは、バンドの曲 "Start a Fire"がセブの求める音楽ではないと気付くが、バンドは大成功し、ふたりの生活はすれ違うようになる。

### 秋
セブとキースのバンドはツアーに繰り出し各地を飛び回る生活だが、一方のミアは、アパートに残って一人芝居の準備に取り掛かっていた。ある日ミアがアパートに帰ると、彼女を驚かせようと帰ってきたセブがいる。ミアと共に過ごしたいセブはツアーに同行しないか聞くが、公演が目前に迫っているミアはこれを断る。ミアはさらに、自分の店を開く夢はどうなったのか、バンドの音楽は本当にやりたい音楽なのかを問いただす。ふたりは口論になりミアはアパートを飛び出す。
ミアの公演当日、セブは忘れていた雑誌撮影があることを知らされる。公演の客入りはまばらで、終演後に酷評を聞いたミアは故郷ボウルダー・シティに帰ることを決意する。セブも撮影を途中で切り上げて劇場へ向かうが、終演には間に合わず、ミアには夢の終わりを告げられる。
数日後、セブはキャスティング担当者からミアの舞台が目にとまったと知らせを受け、ミアの話を元に彼女の実家を訪れてオーディションに行くよう説得する。ミアはオーディションでおばの話を引きつつ、夢追い人の素晴らしさを語る ("Audition (The Fools Who Dream)") 。オーディション後、かつて訪れた坂にたどり着いたふたりは、互いに愛し合っていることを確認し、夢にあふれた未来を語る。

### エピローグ・5年後の冬
ミアは大女優になり、娘もいる母親だが、その父親はセブではない。一方のセブは夢を叶えて、古き良きジャズを愛でる自分の店を開いていた。ある夜、夫と共に出かけたミアはプロローグ同様に渋滞に巻き込まれたため、予定を変更して高速道路を降りてレストランで食事を摂ったのちに、とあるバーに立ち寄る。ミアは店名とロゴがかつて自分が考えたものだと気付き、セブも客にミアがいると気付いて、ミアが最初に惚れ込んだ曲 ("Mia & Sebastian's Theme") を弾き始める。曲の始まりと共に、セブとミアが結ばれていた場合のパラレルワールド的な5年間が、映画を振り返る走馬燈のように描かれる ("Epilogue") 。そこには実際にはなかった、しかしありえたであろう二人の過去が浮かび上がってくる。もしも、セブとミアが別れずに結婚していたら。もしも、二人の間に子どもが生まれていたら。セブが曲を弾き終わったあと、ミア夫妻は店を出ていく。わずかな時間だけ二人は互いの気持ちを理解するように視線を交わし、それぞれの生活に戻って行った。

## キャスト
※括弧内は日本語吹替
- セバスチャン（セブ）・ワイルダー - ライアン・ゴズリング（内田夕夜[23][24]）：本作の主役
- ミア・ドーラン - エマ・ストーン（武田華[23][24]）：女優志望の女性
- キース - ジョン・レジェンド（祐仙勇[23][24]）： セブの旧友
- ローラ - ローズマリー・デウィット（山賀晴代[24]）： セブの姉
- トレイシー - キャリー・ヘルナンデス（英語版）（村松妙子[24]）： ミアのルームメイト
- アレクシス - ジェシカ・ローテ（熊谷海麗[24]）： ミアのルームメイト
- ケイトリン - ソノヤ・ミズノ（石井未紗[23][24]）： ミアのルームメイト
- ビル - J・K・シモンズ（壤晴彦[23][24]）： セブが働くレストランのオーナー
- グレッグ - フィン・ウィットロック（橘潤二[24]）： ミアのボーイフレンド
- デヴィッド - トム・エヴェレット・スコット： 5年後のミアの夫
- ミアの母親 - ミーガン・フェイ
- ハリー - デイモン・ガプトン（英語版）： キースのバンドのメンバー
- カルロ - ジェイソン・フュークス（英語版）： パーティでミアに声をかける脚本家
- ジョシュ - ジョシュ・ペンス： グレッグの兄 (堀総士郎)
- ヴァレット - トレヴァー・リサウアー（英語版）
- アリステア - マイルズ・アンダーソン（英語版）（宮崎敦吉）： モジョのカメラマン
- その他の日本語吹き替え‐木村涼香/青木崇/実川貴美子/ふじたまみ/西村野歩子/大泊貴揮/田中杏沙

## 製作

### プリプロダクション

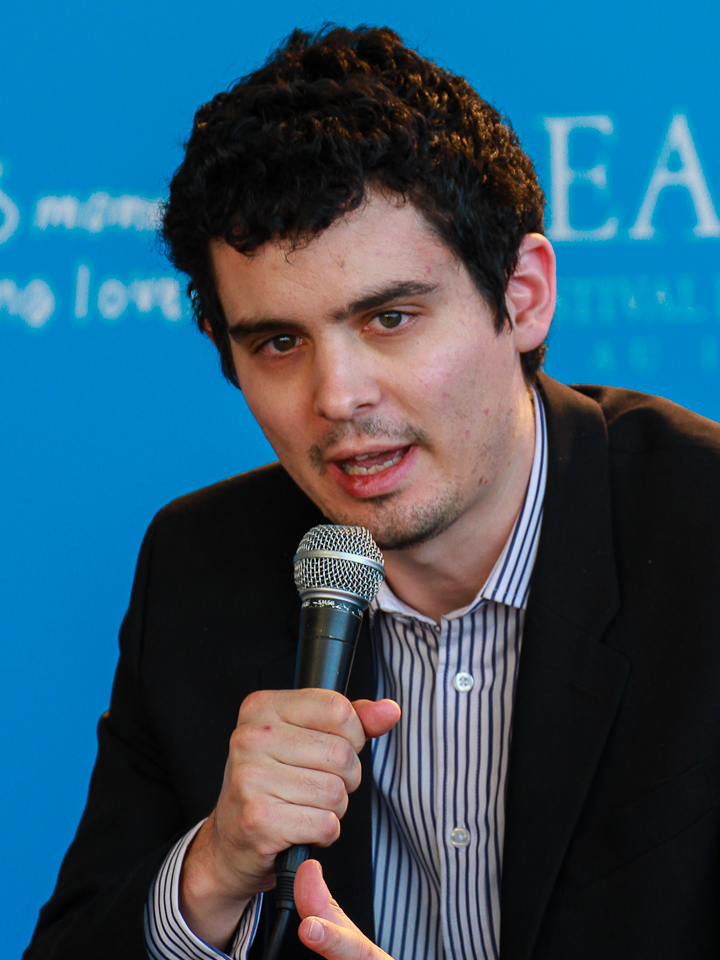
脚本・監督のデミアン・チャゼルは数々の賞にノミネートおよび受賞している。

ドラム奏者でもあるデミアン・チャゼルは熱狂的なミュージカル映画ファンである。2010年、チャゼルは『ラ・ラ・ランド』の脚本を書いたが、当時のチャゼルには映画界は手の届かない存在であった。この作品の案は、クラシックなミュージカルを踏襲するが、いつもうまくいく訳ではない日常生活に根差したものであり、ロサンゼルスに夢を持ってやってくる人々へ敬意を表するものとなった。ハーバード大学在学中、チャゼルは同級生のジャスティン・ハーウィッツと共にこの案の映画化を決心した。2人はボストンのジャズ・ミュージシャンについての低予算ミュージカル映画『Guy and Madeline on a Park Bench 』を卒業制作として製作し、コンセプトを掘り下げた。チャゼルは『マンハッタ』(1921年)や『これがロシヤだ』(1929年)など、ある1つの都市を称える1920年代のシティ・シンフォニー映画に感銘を受けていた。卒業後の2010年、2人はロサンゼルスに転居して脚本を執筆し続けたが、舞台をボストンからロサンゼルスに移すなど若干の修正が加えられた。
ロサンゼルスをパリやサンフランシスコの魅力に合わせようとするのではなく、交通、スプロール現象、そして空など街の特徴に焦点を当てた。この映画の様式はジャック・ドゥミの『シェルブールの雨傘』や『ロシュフォールの恋人たち』の影響を受けている。特に『ロシュフォール』ではダンスやジャズ関連、そしてそれ以外からも影響を受けている。また作中、『踊るニュウ・ヨーク』、『雨に唄えば』、『バンド・ワゴン』などのハリウッドのクラシック映画のオマージュ的映像が多数含まれている。また前作『セッション』と登場人物やテーマが類似している。チャゼルは「どちらもアーティストとして、夢と現実の差に悩みを持っている。『ラ・ラ・ランド』はそれに関しての怒りはだいぶ抑えてある」と語った。またチャゼルはどちらの作品もハリウッドでの映画製作者としての経験を反映させていると語った。特に『ラ・ラ・ランド』では、ショッピングセンターと高速道路だらけというロサンゼルスのイメージを膨らませながら西海岸に転居した自身の経験を織り込んでいる。
誰も知らない曲を使用したオリジナルの現代ミュージカルに出資するスタジオはなかなかなく、何年も製作することができなかった。またジャズに関して『ハリウッド・リポーター』誌は「絶滅したジャンル」とまで言い切った。チャゼルはハーウィッツとのコンビが無名であるため出資されないのだと考えた。チャゼルはプロデューサーを探し、友人たちを介して知り合ったフレッド・バーガー、ジョーダン・ホロウィッツがプロデューサーとして参加した。フォーカス・フィーチャーズに予算100万ドルとして脚本を送った。フォーカス社は男性主人公をジャズ・ピアニストではなくロック・ミュージシャンに替える、オープニング曲を別の曲に差し替える、最後のほろ苦いシーンをカットするなど、チャゼルが作品の特色であり重要事項と考えていた部分の多くの変更を要求した。チャゼルは大きな変更を望まなかったため、このプロジェクトを破棄して別の方法を探すことにした。
その後チャゼルはより出資されやすくリスクの少ないコンセプトの『セッション』を執筆した。2014年1月のサンダンス映画祭で初上映され批評家からの高評価を受け、チャゼルは『ラ・ラ・ランド』製作への努力を続けた。1年後、第87回アカデミー賞において『セッション』が作品賞を含む5部門にノミネートされ、330万ドルの製作費であったが世界中で5千万ドルの興行収入をあげ、映画製作会社からチャゼルの次の作品に注目されるようになった。
脚本を執筆してから5年後、『セッション』の批評的、商業的成功に好印象を持ったサミット・エンターテインメントとブラック・レーベル・メディアはマーク・E・プラットをプロデューサーに迎え『ラ・ラ・ランド』製作への出資および配給に同意した。『ステップ・アップ』シリーズの製作に関わったライオンズゲートのパトリック・ワックスバーガーは、低予算では高品質ミュージカル映画は製作できないと考えており、チャゼルに予算を上げるよう勧めた。

### キャスティング

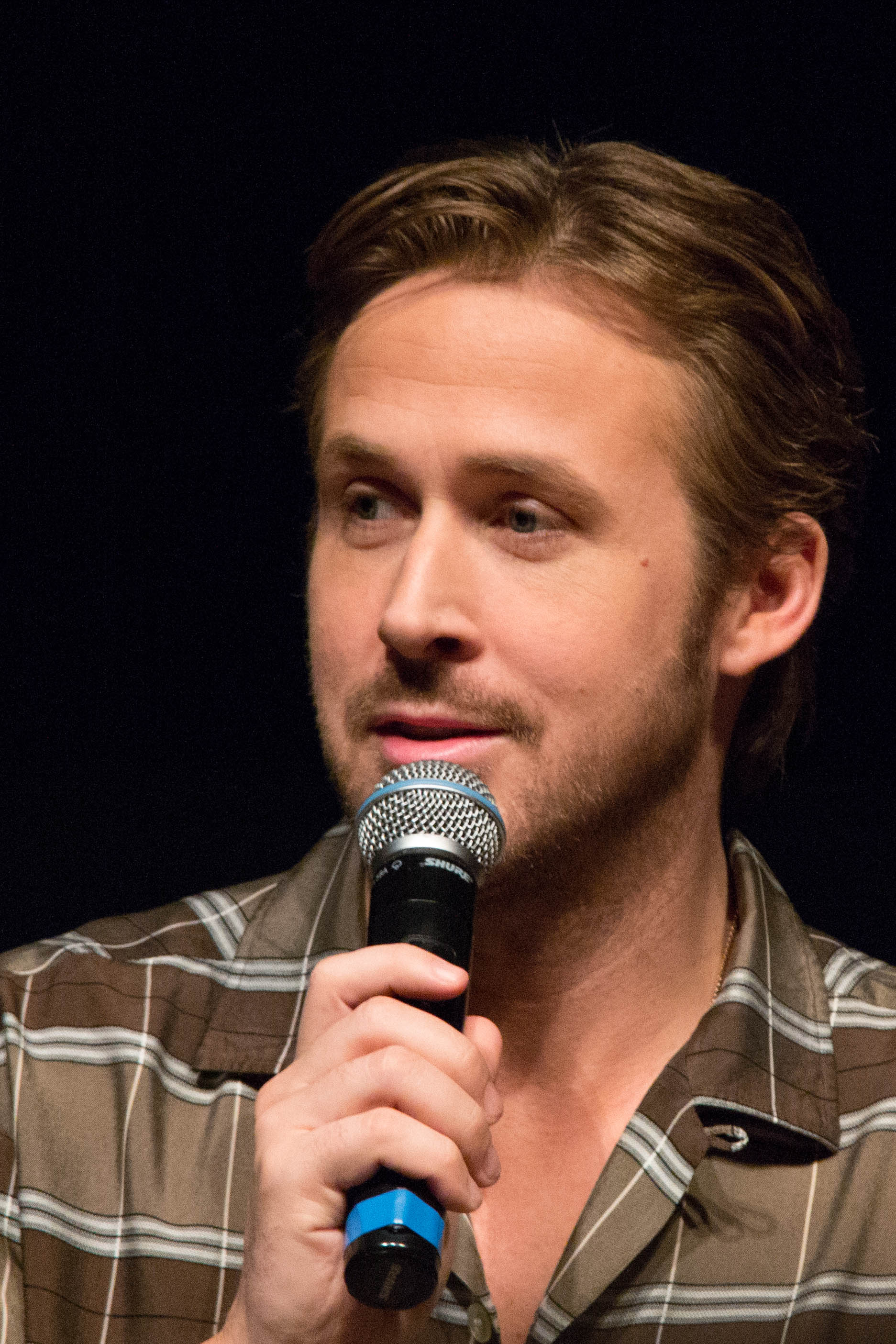
ライアン・ゴスリングはこの作品のためにタップダンスとピアノを練習した。

2014年6月5日、デミアン・チャゼルが自身の脚本を基にしたミュージカル映画の製作を企画しており、マイルズ・テラーとエマ・ワトソンを主演に迎える方向で調整がなされているとの報道があった。しかしワトソンは2017年の映画『美女と野獣』出演のため降板し、テラーは長期間に亘る交渉の結果降板した。チャゼルは登場人物の年齢を上げ、ロサンゼルスに来たばかりの若者ではなく、夢への挫折の経験を持つ役柄に変更した。
2015年4月14日、ライアン・ゴズリングとエマ・ストーンが主役候補として検討されていると報じられた。30日には両名の出演が確定した。7月8日、ジェシカ・ロース、ソノヤ・ミズノ、キャリー・ヘルナンデスら3名がミアのルームメイトとして出演することが決まった。10日、J・K・シモンズとフィン・ウィットロックが本作に出演すると報じられた。8月4日、ローズマリー・デウィットとジョン・レジェンドの出演が決まった。10日、ミーガン・フェイが本作に出演すると報じられた。11日、ジェイソン・ヒュークスが本作に出演する契約を結んだとの報道があった。
エマ・ストーン演じるミアは、女優を目指すがなかなか叶わず、オーディションの合間にロサンゼルスにあるワーナー・ブラザースの喫茶店でバリスタとして働く。ストーンは8歳の時に『レ・ミゼラブル』を鑑賞してからのミュージカル・ファンで、「突然歌いだすのがいつも夢だった」と語っており、好きな映画として1931年のチャーリー・チャップリンのロマンチック・コメディ『街の灯』を挙げている。子供の頃チアリーダーに所属し、バレエも1年間だけ習っていた。15歳で女優を目指して母親と共にハリウッドに転居したが、最初の1年はオーディションに落ち続けて苦悩していた。たとえ役を得ても、台詞は1行だけであった。ミアの役は自身の経験を反映しており、映画にも活かされている。
2014年、ストーンはブロードウェイ・デビュー作『キャバレー』出演時にチャゼルと出会った。チャゼルとハーウィッツは、ストーンが風邪をひきつつ出演していた公演を鑑賞した。ストーンはニューヨークにあるブルックリン・ダイナーでチャゼルと会い、チャゼルは映画のビジョンを語った。チャゼルは『キャバレー』でのストーンを見て『ラ・ラ・ランド』での役を的確に演じることができると考えた。役を検討する上で、ストーンはチャゼルが影響を受けたとする『シェルブールの雨傘』やフレッド・アステアとジンジャー・ロジャースのコラボレート作品を鑑賞した。ストーンはチャゼルが作品に大変情熱を持って取り組んでいることに感銘し、正式に役を受けた。

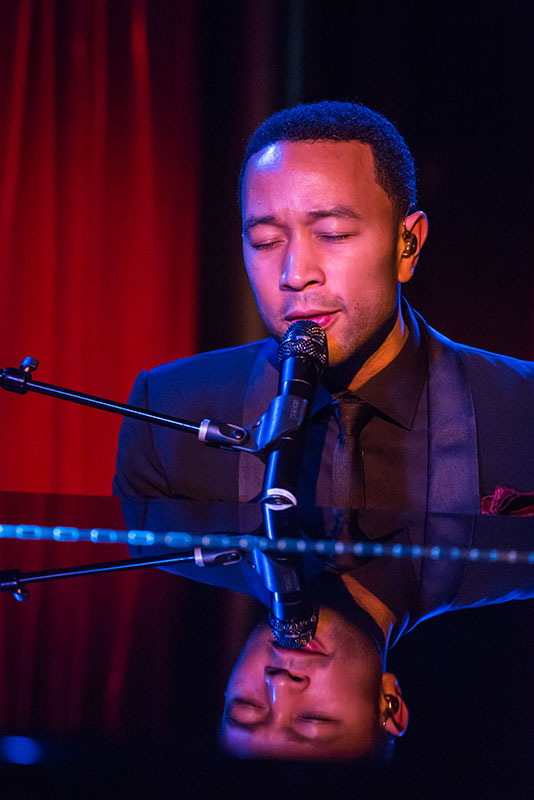
シンガーソングライターのジョン・レジェンドは助演として出演しただけでなく、エグゼクティヴ・プロデューサーも務めた。

ライアン・ゴスリングが、自分のクラブを持つことを夢見ながら、生活のためにバーでのカクテル・パーティで演奏するジャズ・ピアニストのセバスチャン役に配役された。ストーンと同様、アーティストを目指した自身の経験を反映させた。ゴスリングがオーディションで泣く演技をしている最中、キャスティング担当者が電話に出てランチの相談をした経験がミアの役に織り込まれた。チャゼルは、『マネー・ショート 華麗なる大逆転』撮影開始頃のゴスリングとハリウッド・ヒルズのバーで会った。
サミットが映画化権を購入した直後にチャゼルは2人と面会した。チャゼルは2人について、スペンサー・トレイシーとキャサリン・ヘプバーン、フレッド・アステアとジンジャー・ロジャース、マーナ・ロイとウィリアム・パウエルのような往年のハリウッド・カップルのようにしっくり合っていると感じた。ゴスリングとストーンにとって『ラブ・アゲイン』(2011年)、『L.A. ギャング ストーリー』(2013年)に続く3作目の共演となった。チャゼルは2人にオーディションの失敗談を尋ねた。2人はオリジナル曲6曲の歌およびダンスの稽古を受けた。
ジョン・レジェンドは、のちにセバスチャンが加入することとなるバンド「メッセンジャーズ」のリーダーで、ヒットしているジャズ・パフォーマーのキース役を演じた。
マンディ・ムーアが振付を担当した。2015年5月から3-4か月間、アトウォター・ヴィレッジにあるプロダクション・オフィスでリハーサルが行われた。施設の1室でゴスリングがピアノの練習をし、別室でストーンがムーアとダンスの稽古をし、衣裳デザイナーのメアリー・ゾフレスも施設の一角を使用していた。主演のジャズ・ピアニスト役を演じたライアン・ゴズリングは、撮影までの3ヶ月間に渡りピアノ特訓を行い、全てのシーンを実際に弾いている。ムーアはダンスの技術よりも感情を重要視しており、ストーンはプリウスのシーンでそれが鍵となったと語った。役者およびスタッフのイメージを膨らませるため、毎週金曜夜にチャゼルは『シェルブールの雨傘』、『雨に唄えば』、『トップ・ハット』、『ブギーナイツ』など影響を受けたクラシック映画の上映会を行なった。

### 撮影
チャゼルは1930年代のアステア&ロジャース作品のように、頭からつま先まで映し、カットなしのシングル・テイクで撮影することを望んでいた。また『いつも上天気』などの1950年代のミュージカル映画のようにワイドスクリーンのシネマスコープを望んでいた。そのためデジタルではなくワイドスクリーンのフォーマットでパナビジョンの撮影機材を使用したフィルム撮影を行なった。
チャゼルはロサンゼルスが非現実的な夢を持った人々によって作り上げられた詩的な街であるとして主な撮影をロサンゼルスで行なうことを望んだ。2015年8月10日、本作の主要撮影がロサンゼルスで始まり、ダウンタウン・トロリー、ハリウッド・ヒルズの住宅街、エンジェルズ・フライト、コロラド・ストリート橋、サウス・パサデナ、グランド・セントラル・マーケット、ハモーサ・ビーチ、シャトー・マーモント・ホテル、ワッツ・タワーなどロサンゼルス市内60か所以上をワン・テイクで撮影した。40日間を撮影にかけ、2015年9月中旬に撮影が終了した。
高速道路上で「Another Day of Sun」を歌い踊る冒頭のシーンが最初に撮影され、スタジオ撮影ではなく、実際にロサンゼルス南部のジャッジ・ハリー・プレガーソンICの一部を借り切って撮影された。2日間かけ、100名のダンサーが出演して撮影が行われた。チャゼルはこの1シーンだけでロサンゼルスがいかに広大であるかを表現したかった。当初地面の高さの高速道路での撮影が計画されていたが、100フィート(30m)の高さに弧を描くインターチェンジでの撮影に変更した。プロダクション・デザイナーのデヴィッド・ワスコは「誰か落ちて死ぬのではないかと心配した」と語った。チャゼルは『オズの魔法使』(1939年)でエメラルド・シティに向かう黄色のレンガ道をイメージしていた。

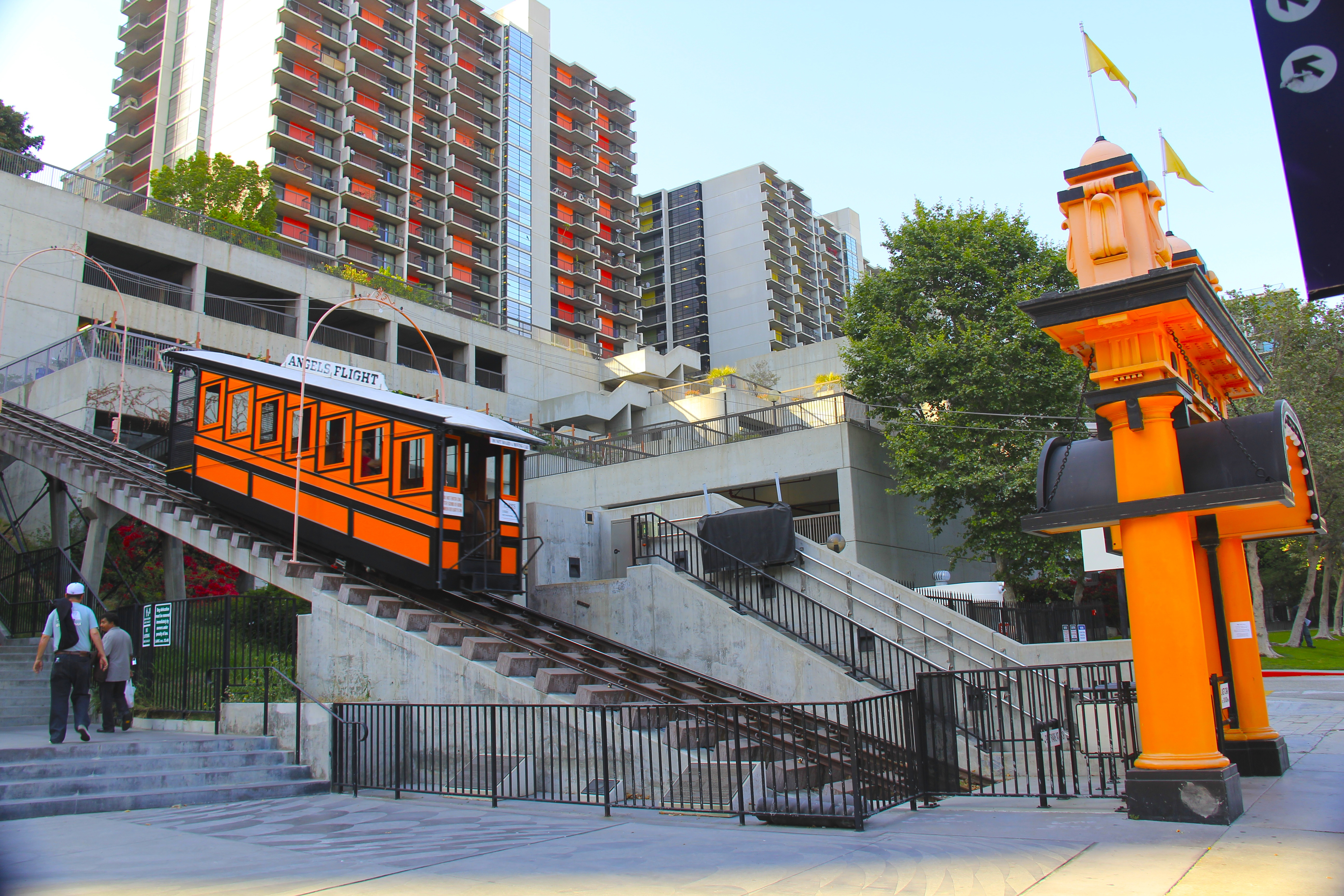
エンジェルズ・フライトは2013年に閉鎖されたが、撮影のために1日だけ再開された。

チャゼルは1901年創立のトロリーであるエンジェルス・フライトなど、まだ残る、あるいは失われゆく「古き良きロサンゼルス」を探した。このケーブルカーは修復および再開を目指していたが叶わず、2013年に脱線後廃止された。しかし映画製作チームは1日だけの使用許可を得ることができ、撮影の計画を立てた。
ミアはチャゼルがハリウッドの記念碑と考える撮影所近くの喫茶店で働いている。ワスコは多くの作り物の映画ポスターを制作した。時折チャゼルはその映画の題名を考えており、1枚のポスターに1930年代のミュージカル映画として自身の第1作『Guy and Madeline on a Park Bench 』(2009年)の題名を使用している。
6分間に及ぶ「A Lovely Night」のシーンは日没のマジックアワーの短時間に撮り終えねばならず、2日間かけ8テイク撮影した。ストーンはこのシーンの撮影が成功した時について「皆とても盛り上がった」と語った。ゴスリングもストーンもミュージカル俳優ではなく、特にシングル・テイクの長い曲などで多くのNGを出した。しかしチャゼルは彼らに同情的で、経験が少ないことに理解があり、ミスを全く気にしなかった。セバスチャンとミアの最初のダンス・シーンで、ストーンはベンチの後ろでつまづいたが、すぐに立ち上がってそのまま撮影を続けた。
約1年かけてチャゼルは編集技師のトム・クロスと共に編集を行った。

## 音楽
映画音楽はチャゼルのハーバード大学時代の同級生であるジャスティン・ハーウィッツが『Guy and Madeline on a Park Bench 』、『セッション』に引き続いて担当した。
ジョン・スティーブンス、ハーウィッツ、マリウス・デ・ヴリーズ、アンジェリーク・シネルによって作詞された「Start a Fire」を除いて、ベンジ・パセック、ジャスティン・ポールが作詞を担当した。
2016年12月9日にインタースコープ・レコードによってハーウィッツの映画音楽とキャストによってパフォーマンスされた歌が収録されたサウンドトラックのアルバムがリリースされた。
映画冒頭(ラジオから流れて来る設定で)最初に聴こえて来るチャイコフスキー作曲の祝典序曲『1812年』はナポレオン失脚の切っ掛けにもなったフランス軍のロシア遠征を描く機会音楽である。武蔵野音楽大学の学生オーケストラをカールマーン・ベルケシュが指揮したHungaroton盤が使用され、OSTには収録無し。

## 公開
2015年4月、ライオンズゲートからアメリカ合衆国での配給権を獲得したサミット・エンターテインメントは本作の北米公開日を2016年7月15日とした。2016年3月、サミット・エンターテインメントは本作の北米での限定公開日を2016年12月2日に変更し、16日から拡大公開を開始すると発表した。これは第89回アカデミー賞をはじめとする賞レース参戦を念頭に置いての変更である。
アカデミー賞の前哨戦で善戦したことを受けて、ライオンズゲートは2017年1月13日から本作をIMAXシアターでも上映すると発表した。
日本では2017年2月24日より全国ロードショー公開された。公開に先立って監督のデミアン・チャゼルと主演のライアン・ゴズリングが1月に来日して記者会見を開き、その席でチャゼルは「1965年の日本映画『東京流れ者』（製作：日活、監督：鈴木清順、主演：渡哲也）を隠れたオマージュにした」旨を語っている。興行収入はおよそ1週間後の同年3月2日に10億円を突破し、この年の公開作品で最速記録となった。

## 評価
第73回ヴェネツィア国際映画祭で上映された際には、極めて高い評価を受けた。Deadline.comのピート・ハモンドは「我々は困難な時代に生きているが、この映画は鑑賞に値する作品だ。我々を楽しませてくれるし、人間の新しい一面を見せてくれる。観客は生きていることの喜びを味わえる。アメリカのミュージカルの将来を案じている人間は必ず見るべき映画だ。」と称賛している。
英のBBCは、2016年の映画トップ10で本作を1位に選出している。
俳優のトム・ハンクスは「我々は新しい何か、想像も出来ないものを目にしたとき、『こんな素晴らしいものを創造した神に感謝したい』と思うでしょう。『ラ・ラ・ランド』のような映画はスタジオにとって好ましいものではないのです。この作品はミュージカル映画であり、観客は登場人物と歌に関してよく知っているわけでは無いのですから。」と本作を高く評価しつつ、興行収入ばかりを気にして、新しい潮流を生み出すような映画を制作しようとしない映画会社を批判した。
日本でも多数の著名人が観賞後絶賛のコメントを寄せている。
- 新海誠 - 「大いに堪能しました。夢を追う過程にいる男女の、すがるような自信と傲慢と不安と。一度だけの恋と。音楽と映画の特別な瞬間が何度もありました」
- 大根仁 - 「早くも2017年ナンバー1映画決定!!」
- 西川美和 - 「どうやったらこんなふうなシナリオを書けるのかなあ。巧みさに打ちのめされて、一人で泣きたくなりました。人生の美しさと喪失とをきちんと突き詰めているこの映画は、ほんとうに大人の恋愛歌劇だと思います」

一方で監督の癖が強く反映された作品のため、見る人を選ぶとの声もある。

### 受賞
| 第74回ゴールデングローブ賞                 | 作品賞 (ミュージカル・コメディ部門)         | ラ・ラ・ランド                                                                     | 受賞       |
| 第74回ゴールデングローブ賞                 | 主演男優賞 (ミュージカル・コメディ部門)     | ライアン・ゴズリング                                                               | 受賞       |
| 第74回ゴールデングローブ賞                 | 主演女優賞 (ミュージカル・コメディ部門)     | エマ・ストーン                                                                     | 受賞       |
| 第74回ゴールデングローブ賞                 | 監督賞                                      | デミアン・チャゼル                                                                 | 受賞       |
| 第74回ゴールデングローブ賞                 | 脚本賞                                      | デミアン・チャゼル                                                                 | 受賞       |
| 第74回ゴールデングローブ賞                 | 主題歌賞                                    | "City of Stars" – ジャスティン・ハーウィッツ、Pasek and Paul                       | 受賞       |
| 第74回ゴールデングローブ賞                 | 作曲賞                                      | ジャスティン・ハーウィッツ                                                         | 受賞       |
| 第70回英国アカデミー賞                     | 作品賞                                      | フレッド・バーガー、ジョーダン・ホロウィッツ、マーク・プラット                     | 受賞       |
| 第70回英国アカデミー賞                     | 監督賞                                      | デミアン・チャゼル                                                                 | 受賞       |
| 第70回英国アカデミー賞                     | 撮影賞                                      | ライナス・サンドグレン                                                             | 受賞       |
| 第70回英国アカデミー賞                     | 作曲賞                                      | ジャスティン・ハーウィッツ                                                         | 受賞       |
| 第70回英国アカデミー賞                     | 主演女優賞                                  | エマ・ストーン                                                                     | 受賞       |
| 第89回アカデミー賞                         | 作品賞                                      | フレッド・バーガー、ジョーダン・ホロウィッツ、マーク・プラット                     | ノミネート |
| 第89回アカデミー賞                         | 監督賞                                      | デミアン・チャゼル                                                                 | 受賞       |
| 第89回アカデミー賞                         | 主演男優賞                                  | ライアン・ゴズリング                                                               | ノミネート |
| 第89回アカデミー賞                         | 主演女優賞                                  | エマ・ストーン                                                                     | 受賞       |
| 第89回アカデミー賞                         | 脚本賞                                      | デミアン・チャゼル                                                                 | ノミネート |
| 第89回アカデミー賞                         | 撮影賞                                      | ライナス・サンドグレン                                                             | 受賞       |
| 第89回アカデミー賞                         | 編集賞                                      | トム・クロス                                                                       | ノミネート |
| 第89回アカデミー賞                         | 美術賞                                      | デヴィッド・ワスコ、サンディ・レイノルズ・ワスコ                                   | 受賞       |
| 第89回アカデミー賞                         | 作曲賞                                      | ジャスティン・ハーウィッツ                                                         | 受賞       |
| 第89回アカデミー賞                         | 歌曲賞                                      | "Audition" (ジャスティン・ハーウィッツ、Pasek and Paul)                            | ノミネート |
| 第89回アカデミー賞                         | 歌曲賞                                      | "City of Stars" (Justin Hurwitz, Pasek and Paul)                                   | 受賞       |
| 第89回アカデミー賞                         | 衣裳デザイン賞                              | メアリー・ゾフレス                                                                 | ノミネート |
| 第89回アカデミー賞                         | 音響編集賞                                  | ラ・ラ・ランド                                                                     | ノミネート |
| 第89回アカデミー賞                         | 録音賞                                      | ラ・ラ・ランド                                                                     | ノミネート |
| 第82回ニューヨーク映画批評家協会賞         | 作品賞                                      | ラ・ラ・ランド                                                                     | 受賞       |
| 第41回トロント国際映画祭                   | 観客賞                                      | ラ・ラ・ランド                                                                     | 受賞       |
| 第73回ヴェネツィア国際映画祭               | 金獅子賞                                    | デミアン・チャゼル                                                                 | ノミネート |
| 第73回ヴェネツィア国際映画祭               | グリーン・ドロップ賞                        | デミアン・チャゼル                                                                 | ノミネート |
| 第73回ヴェネツィア国際映画祭               | 女優賞                                      | エマ・ストーン                                                                     | 受賞       |
| 第22回クリティクス・チョイス・アワード     | 作品賞                                      | フレド・バーガー ゲイリー・ギルバート ジョーダン・ホロウィッツ マーク・E・プラット | 受賞       |
| 第22回クリティクス・チョイス・アワード     | 監督賞                                      | デミアン・チャゼル                                                                 | 受賞       |
| 第22回クリティクス・チョイス・アワード     | 主演男優賞                                  | ライアン・ゴズリング                                                               | ノミネート |
| 第22回クリティクス・チョイス・アワード     | 主演女優賞                                  | エマ・ストーン                                                                     | ノミネート |
| 第22回クリティクス・チョイス・アワード     | 脚本賞                                      | デミアン・チャゼル                                                                 | 受賞       |
| 第22回クリティクス・チョイス・アワード     | 撮影賞                                      | リヌス・サンドグレン                                                               | 受賞       |
| 第22回クリティクス・チョイス・アワード     | 衣裳デザイン賞                              | メアリー・ゾフレス                                                                 | ノミネート |
| 第22回クリティクス・チョイス・アワード     | 編集賞                                      | トム・クロス                                                                       | 受賞       |
| 第22回クリティクス・チョイス・アワード     | 美術賞                                      | デヴィッド・ワスコ、サンディ・レイノルズ・ワスコ                                   | 受賞       |
| 第22回クリティクス・チョイス・アワード     | 作曲賞                                      | ジャスティン・ハーウィッツ                                                         | 受賞       |
| 第22回クリティクス・チョイス・アワード     | 歌曲賞                                      | "Audition" (ジャスティン・ハーウィッツ、Pasek and Paul)                            | ノミネート |
| 第22回クリティクス・チョイス・アワード     | 歌曲賞                                      | "City of Stars" (Justin Hurwitz, Pasek and Paul)                                   | 受賞       |
| 第64回ゴールデン・リール賞                 | 長編映画・ミュージカル部門                  | ラ・ラ・ランド                                                                     | 受賞       |
| 第53回映画音響協会賞                       | 実写映画部門                                | ラ・ラ・ランド                                                                     | 受賞       |
| 第21回全米美術監督組合賞                   | 現代映画部門                                | デヴィッド・ワスコ                                                                 | 受賞       |
| 第24回ハンプトンズ国際映画祭               | 観客賞ナラティヴ部門                        | デミアン・チャゼル                                                                 | 受賞       |
| 第88回ナショナル・ボード・オブ・レビュー賞 | 作品賞トップ10                              | ラ・ラ・ランド                                                                     | 受賞       |
| パームスプリングス国際映画祭2017           | ヴァンガード賞                              | ラ・ラ・ランド                                                                     | 受賞       |
| 第32回サンタバーバラ国際映画祭             | パフォーマー・オブ・ザ・イヤー              | ライアン・ゴズリング、エマ・ストーン                                               | 受賞       |
| ハリウッド映画賞2016                       | プロデューサー賞                            | マーク・E・プラット (ビリー・リンの永遠の1日とガール・オン・ザ・トレインを含む)    | 受賞       |
| ハリウッド映画賞2016                       | 撮影賞                                      | リヌス・サンドグレン                                                               | 受賞       |
| ハリウッドメディア音楽賞2016               | 作曲賞                                      | ジャスティン・ハーウィッツ                                                         | ノミネート |
| ハリウッドメディア音楽賞2016               | 主題歌賞                                    | "Audition" – ジャスティン・ハーウィッツ、Pasek and Paul                            | ノミネート |
| ハリウッドメディア音楽賞2016               | 主題歌賞                                    | "City of Stars" – ジャスティン・ハーウィッツ、Pasek and Paul                       | 受賞       |
| ハリウッドメディア音楽賞2016               | 音楽監督賞                                  | Steven Gizicki                                                                     | ノミネート |
| 第21回サテライト賞                         | 作品賞                                      | ラ・ラ・ランド                                                                     | ノミネート |
| 第21回サテライト賞                         | 監督賞                                      | デミアン・チャゼル                                                                 | 受賞       |
| 第21回サテライト賞                         | 主演男優賞                                  | ライアン・ゴズリング                                                               | ノミネート |
| 第21回サテライト賞                         | 主演女優賞                                  | エマ・ストーン                                                                     | 受賞       |
| 第21回サテライト賞                         | オリジナル脚本賞                            | デミアン・チャゼル                                                                 | ノミネート |
| 第21回サテライト賞                         | 撮影賞                                      | リヌス・サンドグレン                                                               | 受賞       |
| 第21回サテライト賞                         | 作曲賞                                      | ジャスティン・ハーウィッツ                                                         | 受賞       |
| 第21回サテライト賞                         | 主題歌賞                                    | "Audition" – ジャスティン・ハーウィッツ、Pasek and Paul                            | ノミネート |
| 第21回サテライト賞                         | 主題歌賞                                    | "City of Stars" – ジャスティン・ハーウィッツ、Pasek and Paul                       | 受賞       |
| 第21回サテライト賞                         | 美術賞                                      | デヴィッド・ワスコ                                                                 | 受賞       |
| 第21回サテライト賞                         | 編集賞                                      | トム・クロス                                                                       | ノミネート |
| 第21回サテライト賞                         | 衣裳デザイン賞                              | メアリー・ゾフレス                                                                 | ノミネート |
| 第21回サテライト賞                         | 音響賞                                      | ラ・ラ・ランド                                                                     | ノミネート |
| 第41回日本アカデミー賞                     | 最優秀外国作品賞                            | ラ・ラ・ランド                                                                     | 受賞       |
| 第27回東京スポーツ映画大賞                 | 外国作品賞                                  | ラ・ラ・ランド                                                                     | 受賞       |
| 第91回キネマ旬報ベスト・テン               | 読者選出外国映画ベスト・テン 1位            | ラ・ラ・ランド                                                                     | 受賞       |
| 第91回キネマ旬報ベスト・テン               | 読者選出外国映画監督賞                      | デイミアン・チャゼル                                                               | 受賞       |
| 第72回毎日映画コンクール                   | TSUTAYA×Filmarks映画ファン賞 (外国映画部門) | ラ・ラ・ランド                                                                     | 受賞       |

## 映像ソフト
- 発売日は2017年8月2日。
  - 『ラ・ラ・ランド』　4K ULTRA HD＋本編Blu-ray＋特典Blu-ray
  - 『ラ・ラ・ランド』　Blu-ray コレクターズ・エディション
  - 『ラ・ラ・ランド』　Blu-ray コレクターズ・エディション　スチールブック仕様 ＜数量限定生産＞
  - 『ラ・ラ・ランド』　Blu-ray スタンダード・エディション
  - 『ラ・ラ・ランド』　DVD スタンダード・エディション

## テレビ放映
| 放送回数 | 放送局         | 放送枠                  | 放送日         | 放送時間      | 放送分数 | 視聴率 | 備考                     | 出典   |
| -------- | -------------- | ----------------------- | -------------- | ------------- | -------- | ------ | ------------------------ | ------ |
| 1        | 日本テレビ     | 金曜ロードSHOW!         | 2019年2月8日   | 21:00 - 23:29 | 149分    | 7.5%   | 地上波初ノーカット放送。 | [ 95 ] |
| 2        | 日本テレビ     | 映画天国                | 2020年2月11日  | 1:59 - 3:59   | 120分    | 1.3%   | 関東ローカル。           |        |
| 3        | NHK総合        | -                       | 2021年1月2日   | 22:00 - 0:10  | 130分    |        |                          |        |
| 4        | BS松竹東急     | 日曜ゴールデンシアター  | 2022年5月1日   | 18:30 - 21:00 | 150分    |        | BS放送。                 |        |
| 5        | 北海道文化放送 | The Movies              | 2023年12月28日 | 0:05 - 2:15   | 130分    |        | 北海道ローカル。         |        |
| 6        | RSK山陽放送    | RSKドラマチックシアター | 2023年12月30日 | 0:59 - 3:00   | 121分    |        | 岡山県・香川県ローカル。 |        |
| 7        | 山梨放送       | YBS年末映画劇場         | 2023年12月30日 | 1:24 - 3:23   | 119分    |        | 山梨県ローカル。         |        |
| 8        | ミヤギテレビ   | -                       | 2023年12月31日 | 0:59 - 3:03   | 114分    |        | 宮城県ローカル。         |        |
| 9        | 北陸朝日放送   | -                       | 2023年12月31日 | 1:24 - 3:23   | 119分    |        | 石川県ローカル。         |        |
| 10       | 青森放送       | 新春映画劇場            | 2024年1月2日   | 0:45 - 2:46   | 121分    |        | 青森県ローカル。         |        |
| 11       | 福井テレビ     | -                       | 2024年1月2日   | 1:10 - 3:15   | 125分    |        | 福井県ローカル。         |        |
| 12       | テレビ静岡     | -                       | 2024年1月2日   | 1:10 - 3:10   | 120分    |        | 静岡県ローカル。         |        |
| 13       | 鹿児島テレビ   | 新春映画劇場            | 2024年1月2日   | 1:10 - 3:10   | 120分    |        | 鹿児島県ローカル。       |        |
| 14       | 山口放送       | KRYお正月特選映画       | 2024年1月2日   | 1:15 - 3:15   | 120分    |        | 山口県ローカル。         |        |
| 15       | 沖縄テレビ     | -                       | 2024年1月2日   | 1:15 - 3:25   | 130分    |        | 沖縄県ローカル。         |        |
| 16       | 大分朝日放送   | シネマウイング①         | 2024年1月2日   | 1:20 - 3:24   | 124分    |        | 大分県ローカル。         |        |
| 17       | テレビユー福島 | TUF新春ロードショー     | 2024年1月2日   | 1:25 - 3:25   | 120分    |        | 福島県ローカル。         |        |
| 18       | IBC岩手放送    | -                       | 2024年1月2日   | 1:49 - 3:49   | 120分    |        | 岩手県ローカル。         |        |
| 19       | 長崎国際テレビ | NIB新春シネマパラダイス | 2024年1月2日   | 2:29 - 4:30   | 131分    |        | 長崎県ローカル。         |        |
| 20       | 四国放送       | JRT新春映画2024         | 2024年1月3日   | 0:45 - 2:45   | 120分    |        | 徳島県ローカル。         |        |
| 21       | TVQ九州放送    | ニューイヤー・シネマ    | 2024年1月3日   | 1:05 - 3:10   | 125分    |        | 福岡県ローカル。         |        |
| 22       | 南海放送       | -                       | 2024年1月3日   | 1:40 - 3:45   | 125分    |        | 愛媛県ローカル。         |        |
| 23       | 関西テレビ     | -                       | 2024年1月3日   | 2:40 - 4:54   | 134分    |        | 近畿ローカル。           |        |
| 24       | テレビ東京     | サタ☆シネ               | 2025年4月6日   | 2:45 - 4:35   | 110分    | 0.5%   | 関東ローカル。           |        |

- 視聴率はビデオリサーチ調べ、関東地区・世帯・リアルタイム。